# Nemani Nadolo
Nemani Nadolo (dříve Ratu Nasiganiyavi; 31. ledna 1988 Sigatoka) je bývalý fidžijský ragbista, který hrál jako tříčtvrtka a křídlo. Za Fidži odehrál 30 zápasů a připsal si 206 bodů. V roce 2013 a 2018 se stal vítězem Pacifického poháru. Na MS 2015 si připsal z hráčů Fidži nejvíce bodů (28). V roce 2008 odehrál 5 zápasů za australskou reprezentaci do dvaceti let. Své jméno si nechal změnit v roce 2009 kvůli své adoptivní matce, jeho otec ho opustil, když byl malý.
Na klubové úrovni dokázal postoupit do finále Super Rugby v roce 2014 s klubem Crusaders, kde dokázal v této sezoně společně s Israelem Foleuem položit nejvíce pětek (12). V roce 2018 pomohl do finále francouzské ligy s Montpellier. V sezoně 2011/12 položil za tým NEC Green Rockets v japonské lize nejvíce pětek (19) a byl vybrán do sestavy roku té ligy. V sezoně 2014/15 dokázal za stejný klub také položit nejvíce pětek v japonské lize (11), společně s Japonci Rakuheiem Yamashitou a Kyosukem Horiem.

## Klubová kariéra[4]
- 2010 Bourgoin
- 2011 Exeter Chiefs
- 2011 – 2015 NEC Green Rockets
- 2014 – 2016 Crusaders
- 2016 – 2020 Montpellier
- 2020 – 2022 Leicester Tigers
- 2023 Waratahs